# Hariz Farid
Hariz Farid (* 29. Oktober 1997 in Singapur), mit vollständigen Namen Hariz bin Mohd Farid, ist ein singapurischer Fußballspieler.

## Karriere
Hariz Farid erlernte das Fußballspielen in der Mannschaft der Republic Polytechnic sowie in er Jugendmannschaft der Tampines Rovers. Seinen ersten Profivertrag unterschrieb er am 1. Januar 2018 bei seinem Jugendverein. Der Verein spielte in der ersten singapurischen Liga, der Singapore Premier League. Sein Erstligadebüt gab Hariz Farid am 15. August 2018 im Auswärtsspiel gegen den Warriors FC. Hier wurde er nach der Halbzeitpause für Syazwan Buhari eingewechselt. Von 2019 bis 2020 leistete er seinen zweijährigen Militärdienst. Nach dem Militärdienst wurde der Torwart am 26. Februar 2021 vom Erstligisten Tanjong Pagar United unter Vertrag genommen.